# Lake Swan (Southland)
Der Lake Swan ist ein See in der Region Southland auf der Südinsel von Neuseeland.

## Geographie
Der Lake Swan befindet sich im Fiordland National Park, zwischen dem Lake Beattie rund 2,1 km südsüdwestlich und dem Lake Paradise rund 2,7 km nordöstlich. Die Westküste zur Tasmansee hin liegt rund 6,5 km westlich entfernt. Der See, der sich auf einer Höhe von 89 m befindet, erstreckt sich über eine Länge von rund 1,1 km in Südsüdwest-Nordnordost-Richtung und misst an seiner breitesten Stelle rund 295 m in Ost-West-Richtung. Die Fläche, die der See umfasst, beträgt rund 34 Hektar, bei einem Seeumfang von rund 2,7 km.
Die Hauptzuflüsse des Sees kommen vom Lake Paradise und direkt von Norden von einigen Streams und zwei nicht näher bezeichneten Bergseen, die sich rund 2,6 km und 2,9 km nördlich auf rund 610 m und 730 m Höhe befinden. Der Abfluss erfolgt im Süden des Sees über den Coal River.